# 헤노두스
헤노두스(Henodus)는 중생대 트라이아스기 후기에 살았던 파충류이다. 속명의 뜻은 '하나'를 뜻하는 그리스어 'ἑνός'(henós)와 '이빨'을 뜻하는 'ὀδούς'(odoús)가 합쳐진 '하나의 이빨'을 의미한다.

## 특징

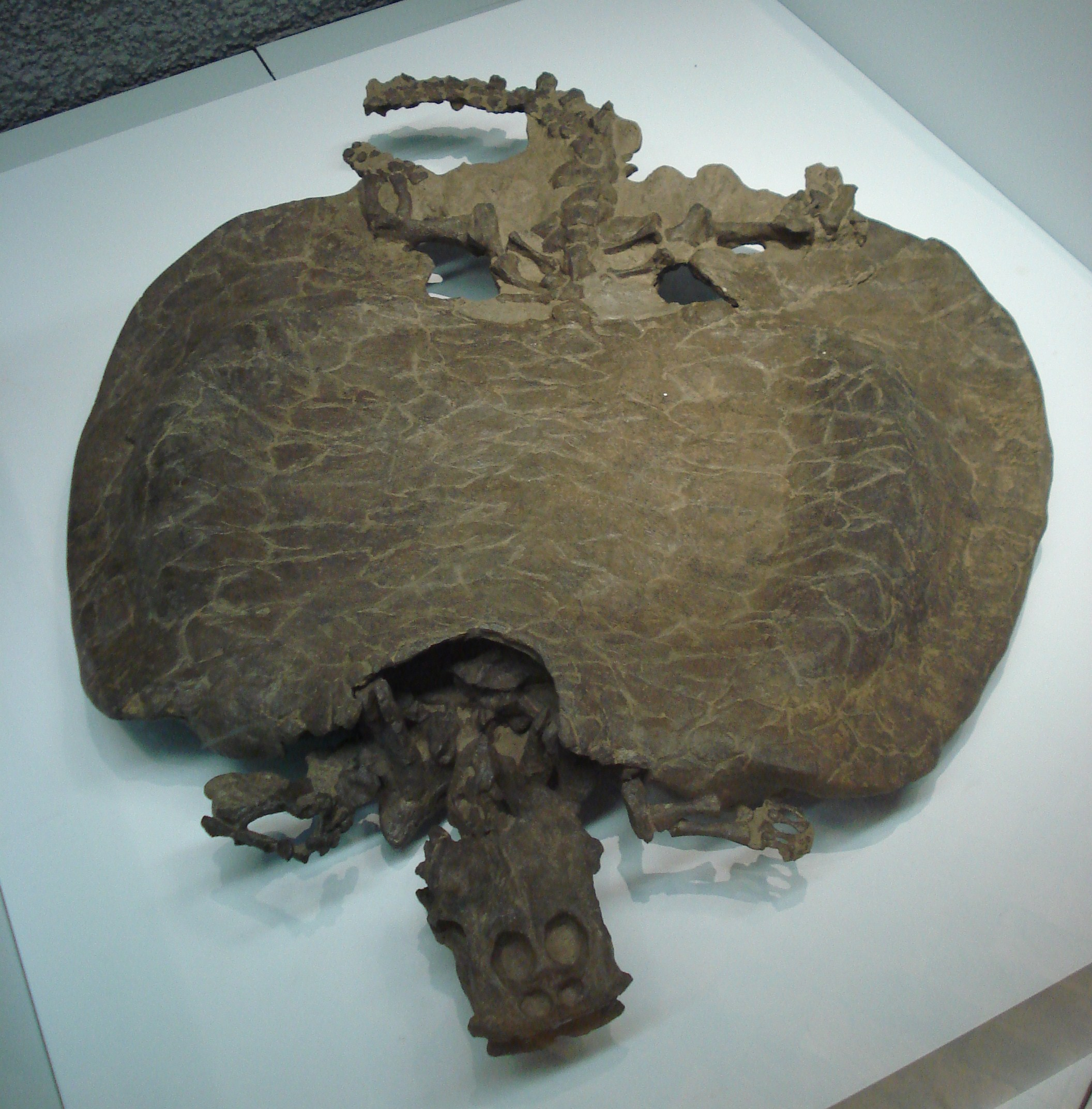
헤노두스의 화석

헤노두의 화석은 독일 튀빙겐 근처에서 발견되었다. 이빨의 대부분은 부리로 대체되고 주둥이 양 끝에 이빨이 하나씩만 있으며, 끝으로 갈수록 뾰족한 주둥이를 가진 다른 판치목 파충류들과 달리 평평한 주둥이를 가지고 있었다. 또한, 주둥이에서 수염고래와 같은 여과섭식용 기관의 존재 유무가  확인되었기 때문에, 현재는 헤노두스가 여과섭식자였을 것으로 추측된다.